# Hungarian International 1982
Die Hungarian International 1982 im Badminton fanden am 6. und 7. November 1982 in Budapest statt. Es war die siebente Auflage dieser internationalen Meisterschaften von Ungarn im Badminton.

## Sieger und Platzierte
| Disziplin    | Gold                             | Silber                           | Bronze                                     |
| ------------ | -------------------------------- | -------------------------------- | ------------------------------------------ |
| Herreneinzel | Michal Malý                      | Joe Ford                         | Edgar Michalowski                          |
| Herreneinzel | Michal Malý                      | Joe Ford                         | Tariq Farooq                               |
| Dameneinzel  | Monika Cassens                   | Fiona Elliott                    | Jill Pringle                               |
| Dameneinzel  | Monika Cassens                   | Fiona Elliott                    | Marie-Luise Schulta-Jansen                 |
| Herrendoppel | Joe Ford Glen Milton             | Michal Malý Karel Lakomý         | Michael Ferlings Uwe Scherpen              |
| Herrendoppel | Joe Ford Glen Milton             | Michal Malý Karel Lakomý         | Edgar Michalowski Thomas Mundt             |
| Damendoppel  | Jill Pringle Fiona Elliott       | Monika Cassens Petra Michalowsky | Ildikó Vígh Zsuzsa Diószegi                |
| Damendoppel  | Jill Pringle Fiona Elliott       | Monika Cassens Petra Michalowsky | Marie-Luise Schulta-Jansen Gabriele Splett |
| Mixed        | Edgar Michalowski Monika Cassens | Rolf Rüsseler Dorett Hökel       | Thomas Mundt Petra Michalowsky             |
| Mixed        | Edgar Michalowski Monika Cassens | Rolf Rüsseler Dorett Hökel       | Laurent Kuhnert Liselotte Blumer           |